# Lindsey Graham
Lindsey Graham Olin (9 de julho de 1955) é um político, advogado e militar aposentado norte-americano e membro do Partido Republicano dos Estados Unidos; é atualmente senador pela Carolina do Sul.
Um nativo da cidade de Central, na Carolina do Sul, Graham se formou na Universidade da Carolina do Sul em 1977 e recebeu seu Juris Doctor em 1981. Ele serviu na Força Aérea dos Estados Unidos de 1982 a 1988, indo depois para a Guarda Aérea Nacional do seu estado, servindo de 1989 até 1995, quando foi para a reserva, onde ficaria até 2015, chegando a patente de coronel. Ele então trabalhou como advogado até se candidatar a Câmara Estadual da Carolina do Sul em 1992, permanecendo no cargo até 1995. Graham então foi para Câmara dos Representantes dos Estados Unidos, servindo de 1995 a 2003. Ele serviu no Congresso por quatro mandatos e recebeu pelo menos 60% dos votos em cada eleição.
Em 2002, Graham concorreu para o Senado após a aposentadoria do republicano Strom Thurmond depois de quase cinquenta anos de serviço. Graham venceu o democrata Alex Sanders na eleição geral e seria reeleito mais duas vezes. Embora tenha muitos pontos de vista conservador, defendeu várias questões de linha progressista na sua carreira política, sendo visto como um pragmático e moderado.
Graham é conhecido no Senado por ser um defensor de uma forte política de defesa nacional, seu apoio as forças armadas e defendeu ainda a retenção da posição de liderança dos Estados Unidos em assuntos globais. Ele também é reconhecido por sua vontade de negociar com os democratas e tentar chegar a consensos bipartidários em questões como reforma de financiamento de campanha eleitoral, vetos, aquecimento global, banimento de métodos de tortura como afogamento simulado, reforma na imigração e sua visão de que juízes indicados pelo Executivo deveriam ser opostos não por filosofia politica mas por sua competência. Ele também é crítico do Movimento Tea Party, defendendo um Partido Republicano mais inclusivo.
Em 18 de maio de 2015, Graham informalmente anunciou que concorreria a nomeação republicano para o cargo de Presidente dos Estados Unidos, seguido por um anuncio oficial em 21 de junho de 2015, na sua cidade natal de Central, na Carolina do Sul. Em 21 de dezembro 2015, desistiu de sua campanha a Casa Branca. Ele endossou Jeb Bush para presidente. Após Bush suspender sua campanha em 20 de fevereiro de 2016, Graham endossou Ted Cruz. Em maio, Graham publicamente anunciou que não endossaria Donald Trump para a presidência, embora, com Trump uma vez na presidência, se tornou um dos seus mais fervorosos defensores.

## Biografia
Lindsey Olin Graham nasceu em Central, onde seus pais Millie e Florence James Graham tinham uma loja de bebidas. Graham se formou em direito na Universidade da Carolina do Sul, em 1977.

## Servico Militar
Graham entrou nas Força Aérea dos Estados Unidos em 1982, e serviu na ativa até 1988. Após a sua saída em 1988, entrou no Exército dos Estados Unidos, na unidade Aérea da Carolina do Sul; enteve presente na Guerra do Golfo; Guerra do Afeganistão e na Guerra do Iraque.
Em 2004, foi promovido ao posto de coronel, pelo presidente George W. Bush.

## Carreira política

### Câmara dos Deputados da Carolina do Sul (1993-1995)
Em 1992, Graham foi eleito para a Câmara dos Deputados da Carolina do Sul, pelo distrito de Condado De Oconee, e cumpriu um mandato, entre 1993 a 1995.

### Congressista (1995-2003)
No Congresso, Graham tornou-se membro do Comitê do Judiciário durante o impeachment do presidente Bill Clinton em 1998. Em janeiro e fevereiro de 1999, depois de que o impeachment havia sido aprovado pelo plenário da Câmara, mas não pelo senado, Clinton continuou no cargo até 20 de janeiro de 2001.

### Senador pela Carolina do Sul (2003-presente)
Graham é senador desde 3 de janeiro de 2003, é atualmente o 61º senador mais antigo dos Estados Unidos.
Na política externa, foi visto como um war hawk e um intervencionista, ou seja, é disposto a usar de força militar no exterior para defender os interesses do país. Apesar de republicano, ele já trabalhou com democratas em questões como imigração, aquecimento global e reforma tributária. No senado, ele defendeu a Guerra ao Terror, especialmente o conflito no Iraque. Defendeu uma política americana mais ativa no Oriente Médio, contrariando os isolacionistas dentro do próprio partido. Também defendeu a intervenção dos Estados Unidos na guerra civil síria. Ele também quer uma postura americana mais rígida e firme contra o Irã e a Rússia, nações que ele diz serem inimigos do país.
No âmbito interno foi contra as reduções orçamentárias de 2013, que segundo ele atingiria principalmente o setor de defesa. Ele votou contra o Patient Protection and Affordable Care Act de 2010, que reformou o sistema de seguros de saúde dos Estados Unidos. Graham se opõe também a qualquer legislação de controle de porte de armas e defende uma reforma compreensiva no sistema de imigração.
Em junho de 2015, anunciou que concorreria a presidência dos Estados Unidos em 2016. Seis meses depois, contudo, após maus resultados nas pesquisas de opinião, acabou desistindo da campanha. Ele foi um dos maiores críticos de Donald Trump durante sua campanha eleitoral e afirmou que não o apoiaria quando ganhasse a indicação do partido para a presidência, citando, em particular, os ataques pessoais de Trump contra seu amigo e também senador John McCain. Desde março de 2017, contudo, com Donald Trump já na presidência, Graham reverteu suas posições e se tornou um dos maiores apoiadores do presidente, o defendendo publicamente em várias questões. Essa mudança de posicionamento pegou a imprensa e colegas de surpresa, com várias pessoas o criticando por isso.
Em 2019, ele assumiu a função de presidente da Comissão do Senado dos Estados Unidos sobre o Judiciário, mantendo-se neste posto até o começo de 2021.